# Neto Baiano
Neto Baiano est un footballeur brésilien né le 17 septembre 1982. Il est attaquant.